# Dulcsatelep
Dulcsatelep (románul: Dulcea), falu Romániában, Maros megyében.

## Története
Libánfalva község része. A trianoni békeszerződésig Maros-Torda vármegye Régeni alsó járásához tartozott.

## Népessége
2002-ben 372 lakosa volt, mind román nemzetiségű.

## Vallások
A falu lakói közül 371-en ortodox hitűek, illetve 1 fő adventista.